# Nadchloran magnezu
Nadchloran magnezu, Mg(ClO4)2 (nazwy handlowe: Anhydron, Dehydryt) – nieorganiczny związek chemiczny, sól magnezowa kwasu nadchlorowego. Występuje w postaci kilku hydratów, z których stabilny jest heksahydrat tworzący białe romboedryczne kryształy o współczynniku załamania równym 1,482.
Stosowany jest głównie jako środek suszący.

## Otrzymywanie
Nadchloran magnezu można otrzymać przez dodanie kwasu nadchlorowego do wodnego roztworu wodorotlenku magnezu:
Mg(OH)2 + 2HClO4 → Mg(ClO4)2 + 2H2O
Krystalizacja uzyskanego w ten sposób roztworu prowadzi do otrzymania heksahydratu.